# エウブリデス
エウブリデス（ギリシア語: Εὑβουλίδης, Eubulidēs、紀元前4世紀ごろ）は、ヘレニズム期のミレトス出身のメガラ学派の哲学者で、メガラのエウクレイデスの弟子である。様々なパラドックスを考案したことで知られている。

## 生涯
エウブリデスは、メガラ学派の創始者メガラのエウクレイデスの弟子である。アリストテレスと同時代に生き、アリストテレスについてはかなり辛辣なことを書いている。デモステネスに論理学を教え、ディオドロス・クロノスの師アポロニオス・クロノスや、歴史家エウファントスにも教えた。シノペのディオゲネスについての本の著者ではないかとも言われている。

## エウブリデスのパラドックス
エウブリデスは7つのパラドックスの形式を発明したことで有名である。ただし、その一部はディオドロス・クロノスが考案したとも言われている。
1. 嘘つきのパラドックス (pseudomenos):
ある男が「私が今言っていることは嘘だ」と言った。この文が真なら彼は嘘をついていることになり、その文は本当のことだということになる。この文が嘘なら彼は本当のことを言っていることになり、その文は嘘だということになる。したがって、その話者が嘘をついているなら彼は真実を述べており、同時にその逆も成り立つ。
2. 仮面の男のパラドックス (egkekalummenos):
「あなたはこの仮面の男を知っているか？」「いいえ」「しかし、彼はあなたの父だ。では、あなたは自分の父親を知っているか？」
3. エーレクトラーのパラドックス:
エーレクトラーは近づいてくる男が弟オレステースだとは知らなかった。エーレクトラーは弟を知っている。エーレクトラーはその男が弟だと知っているか？
4. 見過ごされた男のパラドックス (dialanthanôn):
アルファは近づいてくる男を無視し、余所者として扱った。その男は彼の父だった。さて、アルファは自分の父を無視して余所者として扱ったのか？
5. 砂山のパラドックス (sôritês):
一粒の砂は砂山ではない。もう一粒の砂を加えても砂山と呼ぶには十分ではない。果たして砂を何粒集めたら砂山といえるだろうか。
6. ハゲ頭のパラドックス (phalakros):
髪の毛がたくさんある人はハゲではない。そこから髪の毛を1本抜いてもハゲになるわけではない。しかし、どんどん髪の毛を抜いていくといずれかの段階でハゲとなる。
7. 角のパラドックス (keratinês):
失くしていないものは持っているはずである。あなたは角をなくしたことがない。従ってあなたは角を持っている。

最初のパラドックス（自己言及のパラドックス）は最も有名であり、有名なエピメニデスのパラドックスと似ている。2つ目から4つ目までのパラドックスは同じパラドックスの派生であり、何かを「知っている」ということの意味と主張に関わる対象の同一性の問題を扱っている。5つ目と6つ目も同じパラドックスの派生であり、言語の曖昧性を扱っている。最後のパラドックスは主張に関連する仮定を攻撃するもので、三段論法の誤謬に関係する。
古代にはこれらのパラドックスはよく知られており、同時代人のアリストテレスもそれをほのめかしたことがあり、一部はプラトンも言及している。アウルス・ゲッリウスはサートゥルナーリア祭の晩餐後の娯楽としてそういったパラドックスを論じることについて記しているが、一方で小セネカはそれを時間の無駄だとし「それを知ったとしても役には立たないし、知らなくても何の問題もない」と記している。エウブリデスや他のメガラ学派の哲学者らがこれらのパラドックスの価値をどう考えていたかは不明だが、メガラ学派はアリストテレスの 名辞論理学に比べるとより広範囲な論理全体に興味を持っていた。